# Кордри Свитвотер Лејкс (Индијана)
Кордри Свитвотер Лејкс (енгл. Cordry Sweetwater Lakes) насељено је место без административног статуса у америчкој савезној држави Индијана.

## Демографија
По попису из 2010. године број становника је 1.128.
| Група             | 2000.    | 2010.         |
| Белци             | 0 (0,0%) | 1.108 (98,2%) |
| Афроамериканци    | 0 (0,0%) | 3 (0,3%)      |
| Азијати           | 0 (0,0%) | 2 (0,2%)      |
| Хиспаноамериканци | 0 (0,0%) | 6 (0,5%)      |
| Укупно            | 0        | 1.128         |